# ファイル (Apple)
ファイル（英:  Files）とは、iOS、iPadOS、visionOSに標準で付属しているファイルマネージャである。

## 概要
ファイルは、iOS 11以降またはiPadOSを実行するデバイス向けにAppleによって開発されたファイルマネージャアプリケーションソフトウェア。

## 歴史
このアプリは2017年に同社が開催したWorldwide Developers Conferenceの直前にApp Storeでプレースホルダー・タイトルとして発見され、その後すぐにカンファレンスで正式に発表された。

## 特徴
ファイルを使用すると、ユーザーはアプリ内に保存されているローカル ファイルだけでなく、iCloud、Dropbox、OneDrive、Google ドライブなどのクラウドストレージサービスに保存されているファイルも参照できる。構造化されたフォルダーやサブフォルダーへの配置を含め、ファイルの保存、オープン、整理が可能になる。
iPadOSと最近のバージョンのiOSでは、ファイルと他のアプリの間でファイルをドラッグ・アンド・ドロップできるが、iOS 15より前のiOSバージョンでは、ファイルアプリ内でのドラッグ・アンド・ドロップに制限されている。色分けされたタグやカスタム名付きのタグを使用してさらに整理することができ、永続的な検索バーにより、他のアプリ内ではなくフォルダー内のファイルを見つけることが可能。リスト・ビューでは、さまざまな並べ替えオプションが有効になる。
ファイルを長押しすると、アプリには「コピー」、「名前変更」、「移動」、「共有」、「タグ」、「情報」、「削除」などのいくつかのオプションが表示される。サードパーティのサービスに保存されているファイルは、オフライン アクセスのためにデバイスにコピーできる。iCloud共有はAppleの専用iWorkアプリから引き出され、オペレーティング システム全体で標準化された機能となり、ファイル内のあらゆるファイルを共有できるようになる。専用の「iCloud Drive」アプリは削除され、ファイルに置き換えられ、ユーザーがアプリを接続できるクラウド ストレージ プロバイダーの1つとしてiCloud が利用できるようになった。
このアプリは、高品質FLACオーディオ ファイルの独占的な再生を提供し、テキストファイル、画像、「Music Memosアプリ」で作成されたファイル、およびZipアーカイブの表示のサポート、およびビデオの限定的なサポートも提供する。互換性のあるアプリがインストールされていない場合、ファイルではテキスト ファイルの表示が可能であり、 AVIまたはMOV形式でビデオを視聴する実験では、限定的ではあるものの部分的に成功した結果が示されている。